# Ellinaite
L'ellinaite (simbolo IMA: El) è un minerale appartenente al supergruppo della marokite appartenente alla famiglia degli "ossidi e idrossidi" con composizione chimica CaCr2O4.
L'ellinaite è l'analogo del cromo dell'harmunite.

## Etimologia e storia
L'ellinaite è stata chiamata in questo modo in onore della prof.ssa Ella (Ellina) Vladimirovna Sokol (Эллина Владимировна Сокол), specialista in mineralogia pirometamorfica presso l'Istituto Sobolev di geologia e mineralogia, ramo siberiano dell'Accademia russa delle scienze.
Il campione tipo è depositato presso del Museo mineralogico "A.J. Fersman", dell'Accademia russa delle scienze (RAS) con il numero di catalogo 5439/1 (olotipo), presso il Museo geologico della Siberia centrale, Istituto di geologia e mineralogia "V.S. Sobolev", filiale siberiana della RAS con il numero di catalogo VII-102/1 (olotipo) e presso l'Istituto di geochimica e chimica analitica Vernadsky, nella collezione "F.V. Kaminsky" con il numero di catalogo 8/108 (cotipo).

## Classificazione
Essendo stata riconosciuta dall'Associazione Mineralogica Internazionale (IMA) come specie minerale nel 2019, l'ellinaite non è elencata né nella Sistematica dei lapis (Lapis-Systematik) di Stefan Weiß (aggiornata nel 2018), né nella classificazione dei minerali di Dana, così come non compare nella nona edizione della sistematica dei minerali di Strunz, aggiornata dall'IMA fino al 2009.
Il minerale è presente nell'edizione successiva, proseguita dal database "mindat.org" e chiamata Classificazione Strunz-mindat, dove l'ellinaite è elencata nella classe "4. Ossidi (idrossidi, V[5,6] vanadati, arseniti, antimoniti, bismutiti, solfiti, seleniti, telluriti, iodati)" e nella sottoclasse "4.B Metallo:Ossigeno = 3:4 e simili"; questa viene ulteriormente suddivisa in base alle dimensioni dei cationi coinvolti e alla struttura del minerale, in modo che l'ellinaite possa essere trovata nella sezione "4.BC Con catione di dimensione media e grande" dove forma il sistema nº 4.BC insieme all'addibischoffite.

## Abito cristallino
L'ellinaite cristallizza nel sistema ortorombico con il gruppo spaziale Pnma (gruppo nº 62) con i parametri reticolari a = 9,0875(2) Å, b = 2,9698(1) Å e c = 10,6270(3) Å, oltre a 4 unità di formula per cella unitaria.

## Origine e giacitura
L'ellinaite ha genesi differente a seconda del luogo di ritrovamento: nelle lave pirometamorfiche (per campioni provenienti da Israele, dove è in paragenesi con pirrotite ricca di cromo, gehlenite, rankinite, larnite-flamite, perovskite ricca di silicio, fluorapatite, cuspidina, cromite-magnesiocromite, silicati di calcio idrati) e marmo (per campioni provenienti dalla Giordania, dove è in paragenesi con calcite, ettringite, mcconnellite, fluorapatite, priscillagrewite-(Y), brownmillerite, minerali della serie della srebrodolskite e cuprite); è stata trovata in un diamante (Brasile, in paragenesi con grafite). Si forma in condizioni altamente ridotte ad alte temperature (superiori a 1000 °C).
L'ellinaite è un minerale piuttosto raro ed è stato trovato solo presso Juína in Brasile e nella formazione "Hatrurim" in Israele, che sono entrambe considerate località tipo per il minerale; è segnalato un ritrovamento del minerale anche nel governatorato di Amman (Giordania).

## Forma in cui si presenta in natura
L'ellinaite si trova nelle inclusioni allungate nella pirrotite con dimensioni fino a 20 μm (per campioni rinvenuti in Giordania) o in diamante con dimensioni fino a circa 2 µm (Brasile). Il colore è stato trovato di colore nero con trasparenza opaca (Israele), ma anche verde brillante. Il colore del suo striscio sulla mattonella di prova è comunque nero.